# 梁洋
梁洋（?—?），安定郡乌氏县（今宁夏回族自治区固原市泾源县）人，隋朝名将梁睿之子。
梁洋是宇文泰之女宜都公主和梁睿的儿子，开皇十五年（595年），梁睿在洛阳去世，时年六十五岁。谥号襄。梁洋嗣爵蒋国公，历任嵩州、徐州二州刺史、武贲郎将。大业六年（610年），隋炀帝下诏追改封梁睿为戴公，梁洋改袭封为戴公。
其子梁洽（586年—616年），字诃奴，起家隋文帝挽郎，袭封蒋国公。官至定州毋极县令，大业十二年三月廿二日卒，有子定州义丰县丞梁知节。